# بنستان جليل (سبيدار)
بنستان جليل (بالفارسية: بنستان جلیل) هي قرية تقع في إيران في قسم سبیدار الريفي. يقدر عدد سكانها بـ 49 نسمة بحسب إحصاء 2016.